# Våthults distrikt
Våthults distrikt är ett distrikt i Gislaveds kommun och Jönköpings län. Distriktet ligger omkring Våthult i västra Småland.

## Tidigare administrativ tillhörighet
Distriktet inrättades 2016 och utgörs av en del av området Gislaveds köping omfattade till 1971, delen som före 1952 utgjorde Våthults socken.
Området motsvarar den omfattning Våthults församling hade vid årsskiftet 1999/2000.

## Tätorter och småorter
I Våthults distrikt finns inga tätorter eller småorter.